# Slovo a smysl
Slovo a smysl (v angličtině Word & Sense) je časopis pro mezioborová bohemistická studia, který vydává Filozofická fakulta Univerzity Karlovy. Časopis je spjat s Ústavem české literatury a komparatistiky a vytváří prostor pro dialogy a konfrontace různých teoretických koncepcí a metodologických pozic v literárněvědném bohemistickém kontextu. Publikuje pramenné materiály, překlady původní české beletrie i literární teorie a usiluje o to být nápomocným pramenem při univerzitní výuce české literatury a literární teorie nejen v České republice, ale i na bohemistických pracovištích zahraničních univerzit.  
Jako všechny časopisy z produkce Vydavatelství Filozofické fakulty Univerzity Karlovy vychází i časopis Slovo a smysl od roku 2015 zcela v režimu Open Access a jeho digitální podoba je tedy čtenářům volně dostupná z webových stránek.